# Henry Jolles
Henry Jolles (Berlino, 28 novembre 1902 – São Paulo, 16 luglio 1965) è stato un pianista e compositore tedesco. Allontanato dalla Germania a causa dell'ascesa del nazismo, passò gli ultimi venticinque anni della sua vita in Brasile.

## Biografia
Henry Jolles, il cui nome originale era Heinz-Frederic, nacque a Berlino da Oscar Jolles e dalla moglie Gertrude (nata Sternberg). La madre era ebrea, mentre non è chiaro se anche il padre lo fosse. Il padre aveva ottenuto una laurea in filosofia all'Università di Jena nel 1866, era presidente e aveva la quota di maggioranza della grande casa editrice e tipografica H. Bertold AG e, quasi al termine della Prima Guerra Mondiale, il Regno di Württemberg gli aveva conferito il Wilhelmkreuz, un premio civile creato recentemente per meriti di guerra, per la gestione della sua azienda. All'età di sei anni, Jolles suonò per il famoso compositore e virtuoso Eugen d'Albert, che in seguito influenzò molto lo sviluppo musicale del ragazzo.
Dopo aver studiato pianoforte con Artur Schabel ed Edwin Fischer e composizione con Paul Juon e, privatamente, con Kurt Weill, Jolles ebbe una carriera concertistica di successo negli anni '20 del secolo. Ebbe anche una importante carriera accademica, lavorando come professore presso l'Accademia di Musica di Colonia, dopo essersi trasferito in quella città dal quartiere berlinese di Charlottenburg. L'ascesa del nazismo portò una brusca interruzione alla sua ascesa e diversi anni di mancanza di lavoro. Nel 1933 il regime impose a Jolles l'abbandono dal suo impegno accademico e, nel 1934, Jolles si trasferì a Parigi per evitare le persecuzioni. Qui ebbe qualche successo, potendo intraprendere nuovamente la carriera concertistica e, tra il 1940 e il 1941, sposò Elisabeth Henriette Sauty de Chalon. Tuttavia, con la caduta della Francia in mano dei nazisti nel 1940, Jolles fu nuovamente in pericolo a causa delle leggi razziali. Fortunatamente però ricevette assistenza dal filantropo americano Varian Fry. Jolles ottenne un permesso di ingresso in Brasile e lasciò la Francia su un cargo da Marsiglia nel 1942.
Una volta giunto in Brasile, si stabilì a São Paulo e cambio il suo nome da "Heinz" a "Henry". Sua madre e sua sorella morirono nel campo di concentramento di Auschwitz nel 1943. Lui e sua moglie rimasero invece residenti in Brasile per il resto della loro vita. Il loro unico figlio, che venne chiamato Olivier de Chalon Jolles, nacque nel 1945. Olivier fu un amico di infanzia del famoso compositore brasiliano Chico Buarque. Essi furono protagonisti in un famoso episodio nel 1961 quando, all'età di 16 e di 17 anni rispettivamente, vennero arrestati dopo il futuro di un'auto.
Nel 1952, Hans-Joachim Koellreutter invitò Jolles ad accettare una posto di lavoro come insegnante presso la Escola Livre de Música di São Paulo. Tra i suoi studenti si ricorda il compositore Henrique de Curitiba.
Jolles morì a São Paulo nel 1965, a 63 anni. Sua moglie morì tre anni dopo, il 26 marzo 1968.

## Carriera
Jolles ebbe una carriera di successo come concertista negli anni '20, ottenendo un'ottimanreputazione come esecutore di musica sia antica che contemporanea. Nel 1928 eseguì tutte le opere per pianoforte di Franz Schubert in una serie di concerti presso l'Università di Heidelberg.
Dopo essersi trasferito dalla Germania alla Francia negli anni successivi al 1933, Jolles ebbe successo nel reintraprendere la sua carriera guidando, dal 1935 al 1939, la società concertistica "La Sonata", ma l'invasione tedesca lo obbligò a ricominciare nuovamente in Brasile. Questa nuova interruzione fu per lui troppo: infatti quanfo ritornò ad effettuare tour in Europa nel 1946 e in Germania nel 1950 facendo nel frattempo lunghe registrazioni per l'etichetta discografica American Haydn Society, non fu più in grado di riottenere il suo precedente successo. La sua unica composizione avente data antecedente al 1933 è il frammento di un'opera che scrisse a quattro mani insieme a Weill. Tra le sue opere scritte dopo l'arrivo in Brasile ci sono composizioni per pianoforte, un balletto basato sulla Carmen, una sonata per violino e pianoforte e la canzone Ultimo poema de Stefan Zweig, basata sull'opera Letzte Gedicht di Stefan Zweig, che il poeta scrisse in occasione del suo sessantesimo compleanno a Novembre 1941.